# Herbert Hervey, 5to marqués de Bristol

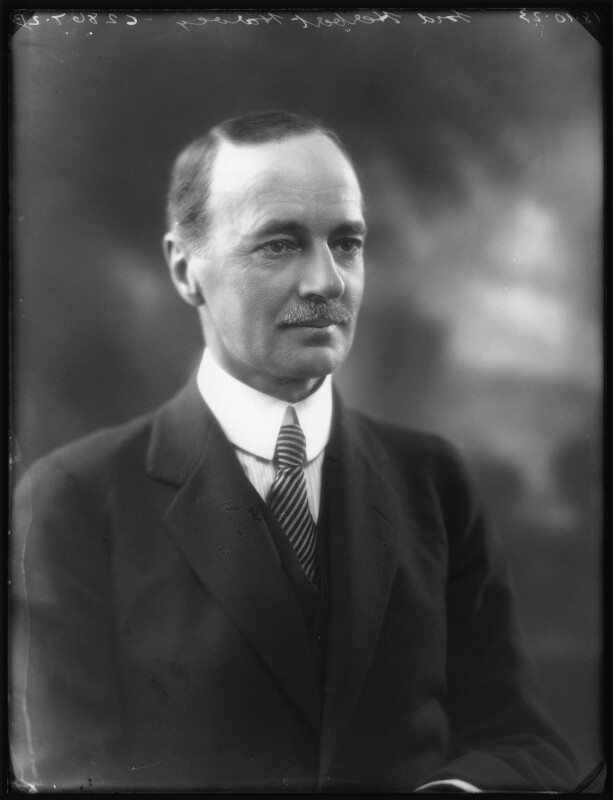
Herbert Hervey (1923).

Herbert Arthur Robert Hervey, 5.º marqués de Bristol (10 de octubre de 1870 – 5 de abril de 1960), titulado Lord Herbert Hervey de 1907 a 1951, fue un noble británico. Sucedió a su hermano, Frederick William Fane Hervey, 4.º marqués de Bristol in 1951.
El quinto marqués fue el quinto hijo de Lord Augustus Henry Charles Hervey (1837–1875), miembro del Parlamento por West Suffolk, y Mariana, nacida Hodnett.
Hervey se educó en el Clifton College. Se casó dos veces:
1. 19 de octubre de 1914 (divorciado en 1933), Lady Jean Alice Elaine Cochrane (5 de enero de 1955), hija del 12.º conde de Dundonald, descendiente de Lord Thomas Cochrane.
2. 15 de diciembre de 1952, Dora Frances (murió el 27 de marzo de 1953), hija de George Marshall, y viuda de Pedro de Zulueta.

En 1892, Hervey se unió al Servicio Diplomático de Su Majestad, llegando a ser cónsul en Chile en 1892 por tres años. Durante un año se desempeñó como encargado de negocios en Montevideo y Guatemala, y fue cónsul en Abisinia desde 1907 hasta 1909. Fue catalogado como Agregado Comercial en 1913, pero elevado a la categoría de Ministro Plenipotenciario y Enviado Extraordinario, a Colombia en 1919-1923 y Perú y Ecuador en 1923-1928, y se retiró en 1929.
Fue condecorado con el grado de Gran Cruz de la Orden del Sol del Perú.
- Datos: Q9003006